# Shakuntala Devi

Shakuntala Devi

Shakuntala Devi (n. 4 noiembrie 1929 la Bangalore - d. 21 aprilie 2013) a fost o femeie din India, supranumită calculatorul uman, datorită capacităților sale mentale deosebite.
Și-a petrecut toată viața călătorind și demonstrându-și talentul de a reține numere și de a efectua mintal calcule complicate.
În 1982 a fost înscrisă în Cartea Recordurilor.

## Biografie
S-a născut într-o familie hindusă de tip brahmin de limbă kannada.
Se căsătorește cu Santosh Anand Ratanparke din Maharastra și se stabilește în Hyderabad.
Încă de la vârstă fragedă manifestă abilități neobișnuite, fiind un adevărat copil minune.
Astfel, la numai șase ani se prezintă la Universitatea din Mysore unde își prezintă capacitățile deosebite de memorare a numerelor.
Tatăl ei, care lucra la circ, renunță la profesie și începe să meargă în turnee alături de fiica sa.
Amândoi se mută la Londra în 1944.
Fără a avea vreo pregătire școlară deosebită, Shakuntala Devi reușește să efectueze calcule de mari dimensiuni.
A fost testată de profesorul de psihologie Arthur Jensen de la Universitatea din California.
A lucrat și ca astrolog și a mai scris și cărți de gastronomie și romane de ficțiune.
De asemenea, in 1977, in urma căsătoriei cu un bărbat homosexual, a inceput un studiu pe această temă, pentru a înțelege cât mai bine despre cauzele respectivei orientări. Acest studiu a dus la publicarea unei carti sub numele de "The World of Homosexuals".
Cartea a fost considerată un pionierat, având pentru prima oară interviuri a doi bărbați homosexuali tineri, un cuplu din Canada sperând la dreptul de a se căsători, si opiniile unui călugăr despre homosexualitate. De asemenea conține si anecdote despre literatura deja existentă în acel timp despre subiect.
Ca incheiere, ea atrage atenția la decriminalizarea homosexualității în India, și "acceptare pe deplin, nu doar simpatie sau toleranță"
A încetat din viață în urma unor probleme respiratorii și complicații la inimă și rinichi.
La 84 de ani de la naștere, pe 4 noiembrie 2013, este omagiată de Google printr-un Doodle, în care numele Google apare pe un display de calculator alături de chipul ei.